# Valentin Bondarenko

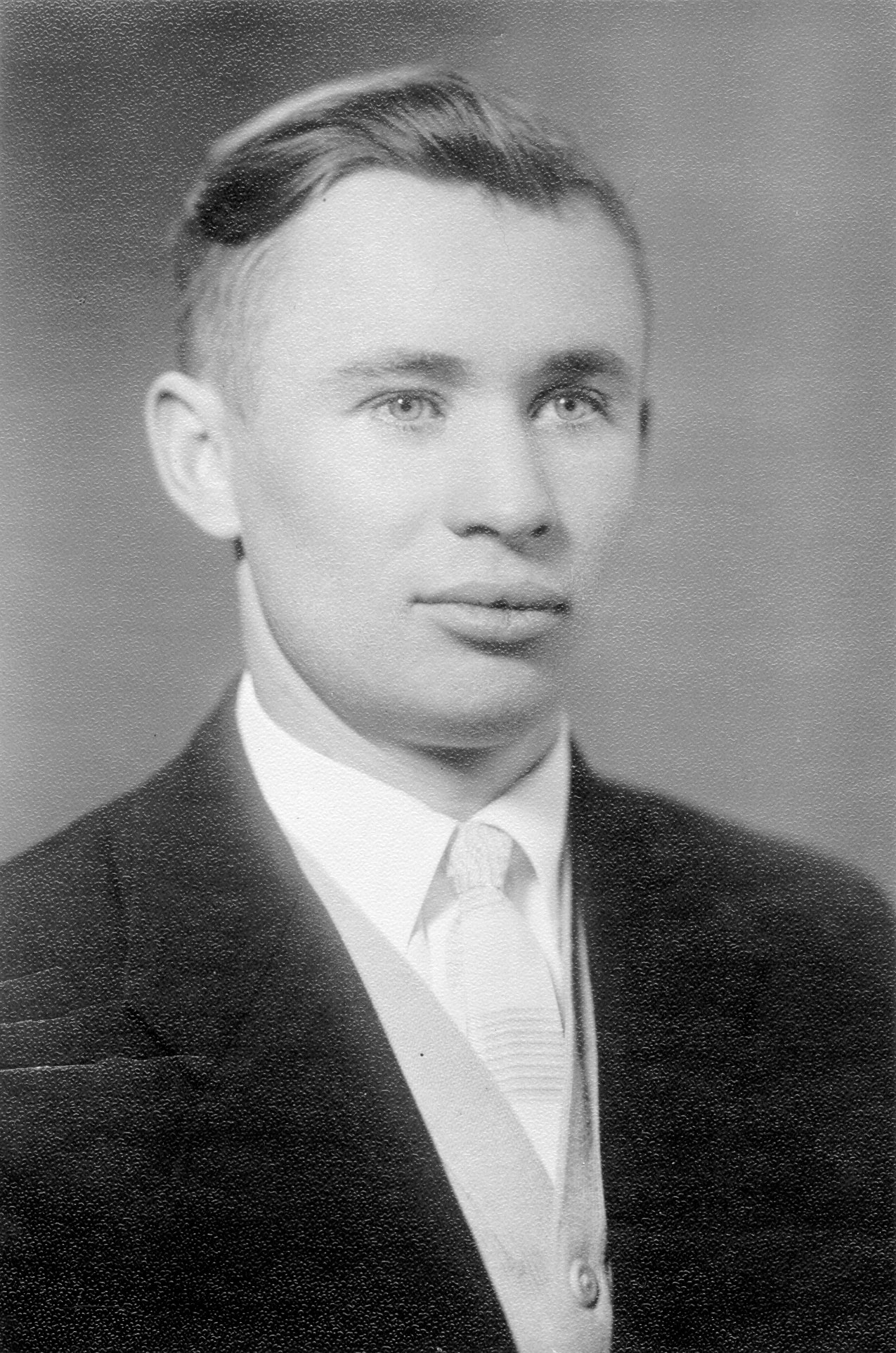
1960

Valentin Vasiljevitsj Bondarenko (Russisch: Валентин Васильевич Бондаренко) (Charkov, 16 februari 1937 – Moskou, 23 maart 1961) was een Sovjet-Russische militair piloot en kosmonaut. Hij overleed in 1961 tijdens een experiment in het kader van zijn training in Moskou. Een krater op de achterkant van de maan is naar hem genoemd. De omstandigheden van het fatale ongeluk, en zelfs het bestaan van deze kosmonaut werden tientallen jaren geheim gehouden door de Russische overheid.

## Jeugd en militaire carrière
Bondarenko werd geboren in Charkov, Oekraïne. Zijn vader was een bontwerker en diende aan het Oostfront tijdens de Tweede Wereldoorlog. Valentin Bondarenko en zijn moeder kenden intussen moeilijke jaren tijdens de Duitse bezetting van Oekraïne.
Bondarenko was reeds als kind gefascineerd door vliegtuigen en had de ambitie zelf militair piloot te worden. Als leerling van de Hogere Luchtmachtschool van Charkov was hij lid van de lokale vliegclub. Na zijn middelbare opleiding werd hij toegelaten tot de Militaire Luchtmacht Academie van Vorosjilov, en een jaar later tot de pilotenopleiding van de Armavir Luchtmacht Academie van Grozny, waar hij afstudeerde in 1957. Het jaar daarvoor huwde hij met Galina Semjonovna Rykova. Hun eerste kind werd later dat jaar geboren.
Aangesteld als onderluitenant diende Bondarenko in het voormalige Baltisch militair district Pribvo. Op 28 april 1960 werd hij gekozen als jongste lid van de eerste groep van 29 kosmonauten. Hij begon onmiddellijk te trainen voor een vlucht met een Vostok ruimteschip van hetzelfde type als datgene waarmee Joeri Gagarin een jaar later de eerste ruimtevlucht uitvoerde. Bondarenko was bij zijn collegas gekend als een minzaam en aangenaam persoon, met een goed ontwikkelde zangstem en een talent voor tennis.

## Overlijden
0p 23 maart 1961 was Bondarenko aan de tiende dag van een 15-daags experiment in een hoogtekamer met lage druk aan het Instituut voor Biomedische Studies in Moskou. Wegens de lage druk werd het zuurstofgehalte verhoogd tot minstens 50%, terwijl dit in de aardse atmosfeer slechts 21% bedraagt. Op het einde van dag verwijderde Bondarenko een aantal biosensoren van zijn lichaam en waste zijn huid met een prop katoen, gedrenkt in alcohol. Toen hij de prop opzij gooide kwam deze terecht op een hete kookplaat, en vatte onmiddellijk vuur. Bondarenko probeerde het vuur nog te doven, maar door het hoge zuurstofgehalte stond al snel de hele kamer in lichterlaaie.
Door het drukverschil kon de deur pas na een halfuur geopend worden, en had Bondarenko derde-graadsbrandwonden opgelopen over gans zijn lichaam. Een dokter van het Botkina Hospitaal, de chirurg en traumatoloog Vladimir Goljachovski, zei in 1984 dat de enige plaats waar nog bloedvaten konden gevonden worden om intraveneus geneesmiddelen toe te dienen de zolen van de voet waren, die enigszins beschermd waren gebleven door de laarzen. Bondarenko overleed zestien uur na het ongeluk, slechts enkele weken voor de historische eerste ruimtevlucht van Gagarin. De directeur van het programma voor bemande ruimtevaart Nikolaj Kamanin schreef de dood van Bondarenko toe aan een gebrekkige organisatie en uitvoering van het experiment van het Biomedisch Instituut.
Bondarenko werd begraven in Lipovaja Rosjtsja bij Charkov, waar zijn ouders toen woonden. Op 17 juni 1961 kende het Presidium van de hoogste Sovjet van de USSR hem postuum de Orde van de Rode Ster toe. Na zijn dood verbleef zijn vrouw nog enige tijd in het kosmonautencentrum. De enige zoon van Bondarenko was vijf op het moment van het ongeluk en werd later zelf luchtmachtofficier.

## Nasleep van de tragedie
Het nieuws van het ongeluk en de dood van Bondarenko werden destijds niet openbaar gemaakt. Bondarenko was inmiddels wel al gezien op beelden van de eerste groep kosmonauten, en zijn plotselinge, onverklaarde verdwijnen voedde geruchten over geheime vluchten waarbij kosmonauten omgekomen waren. De ware toedracht werd in het westen pas in 1980 bekendgemaakt. In 1986 verscheen in de krant Izvestia een artikel van de wetenschapsauteur Jaroslav Golovanov, met een gedetailleerd verslag.
In zijn bekende boek Red Star in Orbit beschreef de Amerikaanse ruimtevaarthistoricus James Oberg hoe de Sovjetoverheid Bondarenko wegretoucheerde uit een officiële foto uit 1961 waarop de eerst geselecteerde kosmonauten te zien waren. Dit was geen alleenstaand feit: de Britse onderzoeker Rex Hall toonde aan dat uit een foto van zestien kosmonauten er niet minder dan vijf verwijderd waren. Er werden zelfs allerlei details in de plaats gezet om de foto's zo geloofwaardig mogelijk te maken.
De dood van Bondarenko was dus een gevolg van een brand in een afgesloten zuurstofrijke omgeving, en vertoont daarom grote gelijkenis met de ramp van Apollo 1, toen drie Amerikaanse astronauten om het leven kwamen tijdens een test van het Apolloruimteschip in januari 1967. Er werd opgemerkt dat, indien de Sovjet-Unie openlijk had gecommuniceerd over de omstandigheden van de dood van Bondarenko, dit misschien de ramp met Apollo 1 had kunnen voorkomen. In de Apollocapsule werd een atmosfeer van zuivere zuurstof gebruikt omdat daardoor de druk kon worden verlaagd in vergelijking met de aardse druk. Nochtans waren de dodelijke gevaren van een 100% zuurstofrijke omgeving zoals die in de Apollo 1 aanwezig was reeds in 1966 duidelijk beschreven in Amerikaanse wetenschappelijke publicaties.